# Pezuela de las Torres
Pezuela de las Torres és un municipi de la comunitat autònoma de Madrid. Està situat en l'extrem oriental de la comunitat sobre un extens erm formant part de la comarca de La Alcarria. Està a 50 km de la capital i 30 km de la ciutat de Guadalajara.

## Història
A l'acabar la Reconquesta de la regió, queda sota la jurisdicció de Guadalajara, concedit per Alfons VII de Castella en el segle xii. La Relació feta per ordre de Felip II el 1576 diu que Pezuela va ser llogaret de la vila d'Alcalá de Henares.
Durant la Guerra Civil Espanyola va destacar el fet que els galops no van patir cap mort. Especialment, per la feina dels dirigents d'ambdós bàndols al municipi, que van tractar de protegir els seus veïns i veïnes, així com el seu patrimoni històric en la mesura que fou possible.
En la seva història recent, cal recalcar l'eixamplament del poble a través de les urbanitzacions de "Santa Ana" i "Los Caminos". Malgrat això, la població de la localitat no ha pogut esquivar les xacres de la despoblació rural. Igualment, cal ressaltar els últims treballs realitzats de millora dels espais públics com a via d'augment del benestar dels habitants. Pel moment s'han finalitzat les obres de la Plaça "Regimiento Lusitania Nº8" i s'hi preveuen d'altres millores i alteracions en el futur proper.

## Política
Aquest municipi és governat conta amb un govern independent (IdP), gràcies a la coalició formada pel Partit Popular i els dos regidors dels IdP.
La composició de l'Assemblea Municipal és la següent :
- PP (Partido Popular-Partit Popular) 2 regidors.
- IU (Izquierda Unida-Esquerra Unida) 3 regidors.
- IdP (Independents de Pezuela) 2 regidors.

## Transport públic
Pezuela de las Torres està comunicada amb la resta de la Comunitat de Madrid mitjançant dues línies de bus amb destinació Alcalá de Henares. Aquest servei, permet connectar el petit municipi alcarreny amb la principal ciutat del Corredor de l'Henares (Madrid Est), on s'hi disposa tant d'estacions de tren "Cercanías" com de diversos busos interurbans cap a Madrid.
Totes dues línies són operades per la empresa Castromil S.A.U., part del Consorcio Regional de Transportes de Madrid. Les línies mencionades són les següentes:
- Línia 271: Alcalá de Henares-Pezuela-Pioz
- Línia 272: Alcalá de Henares-Villalbilla*